# Stadtkanton Stendal

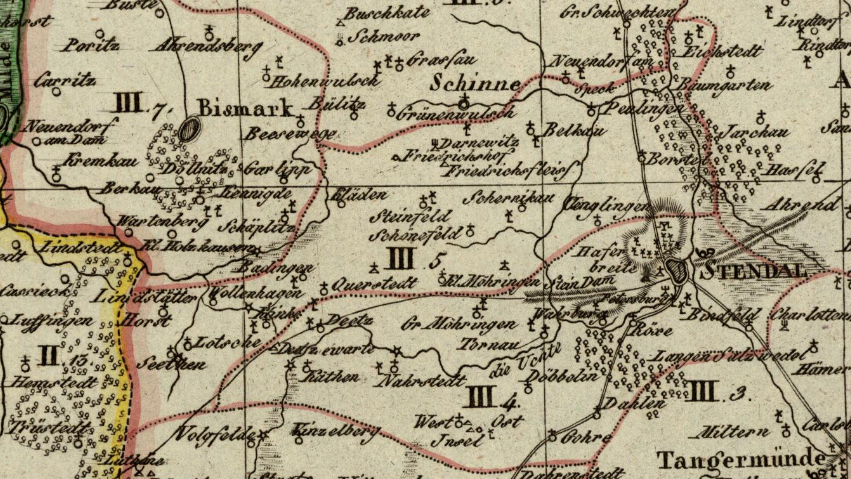
Kantone Stendal (Land) (III.5) und Stendal (Stadt) (III.4.) im Distrikt Stendal des Departement der Elbe

Der Stadtkanton Stendal (auch nur Kanton Stendal, Canton Stendal und Stadtcanton Stendal) war eine Verwaltungseinheit des Königreichs Westphalen. Er bestand von 1807 bis zur Auflösung des Königreichs Westphalen im Oktober des Jahres 1813 und gehörte nach der Verwaltungsgliederung des Königreichs zum Distrikt Stendal des Departement der Elbe. Kantonshauptort (chef-lieu) war Stendal im Landkreis Stendal (Sachsen-Anhalt).

## Geschichte
Im Frieden von Tilsit musste Preußen 1807 neben anderen Gebieten auch die Altmark und das Herzogtum Magdeburg westlich der Elbe an das in diesem Jahr neu gegründete Königreich Westphalen abtreten. Aus diesen Gebieten, kleineren, vom Königreich Sachsen abgetretenen Gebieten, dem Amt Calvörde des Fürstentum Braunschweig-Wolfenbüttel und dem Amt Klötze des Kurfürstentum Braunschweig-Lüneburg wurde das Departement der Elbe gebildet, das in vier Distrikte (Magdeburg, Neuhaldensleben, Stendal und Salzwedel) gegliedert war. Der Distrikt Stendal untergliederte sich weiter in 14 Kantone (cantons), darunter der (Stadt-)Kanton Stendal. Zum (Stadt-)Kanton Stendal gehörten neben der Stadt Stendal neun Gemeinden (von der heutigen Schreibweise abweichende Originalschreibweisen sind kursiv):
- Stendal, Stadt, Kantonshauptort (chef lieu)
- Gohre (Gohra), Dorf
- Dahlen, Dorf
- Döbbelin, Dorf
- Bindfelde (Bindfeld), Dorf, mit Charlottenhof (Charlottenhoff) (auf der Karte liegt Charlottenhof im Kanton Tangermünde)
- Wahrburg, Dorf, mit Röxe
- Groß Möringen (Groß-Möhringen), Dorf, mit Tornau
- Nahrstedt, Dorf
- Deetz (Dätz/Daetz), Dorf, mit Käthen und dem Haus Deetzer Warte (Daetzelwarte)
- Ostinsel, Dorf, mit Westinsel (heute zu einem Ort zusammengewachsen, siehe Insel)

Die Orte gehörten vor/bis 1807 zum Stendalischen Kreis der Provinz Altmark der Mark Brandenburg.
1808 hatte der (Stadt-)Kanton Stendal 7356 Einwohner Bertuch gibt die Fläche mit 2,32 Quadratmeilen, die Einwohnerzahl für 1810 mit 7111 Personen an. Im Dezember 1811 hatte der Kanton Stendal 7223 Einwohner. Der Almanach royal de Westphalie von 1811 fasste Land- und Stadtkanton Stendal zusammen; beide Kantone wurden nur von einem Kantonsmaire geführt. Die Einwohnerzahl der beiden Kanton betrug damals 10.128, der Kantonsmaire war Levin Friedrich Christoph August von Bismarck auf Welle, dem zwei Adjunkte namens Krüger und Helmke zugeordnet waren. Nach dem Hof- und Staatskalender von 1812 hatten der Land- und Stadtkanton Stendal zusammen nun 10.331 Einwohner. Kantonmaire war Levin Friedrich Christoph August von Bismarck mit den Adjunkten von Jagow und Helmke.
Mit dem Zerfall des Königreich Westphalen nach der Völkerschlacht bei Leipzig (16. bis 19. Oktober 1813) wurde das Gebiet des Kantons Stendal und des Landkanton Stendal zum Kreisamt Stendal zusammengefasst. In der Kreisreform von 1816 kam das Kreisamt Stendal zum Kreis Stendal.